# شوانگلیو
شوانگلیو (به لاتین: Shuangliu County) یک شهرستان در جمهوری خلق چین است که در چنگدو واقع شده‌است.

## خصوصیات
شوانگلیو ۱٬۰۶۷ کیلومترمربع مساحت و ۱٬۱۵۸٬۵۱۶ نفر جمعیت دارد.